# SYSTHERM
SYSTHERM s.r.o. je česká firma se sídlem ve městě Plzeň v České republice. Jejím hlavním oborem podnikání je energetika. Firma byla založena v roce 2001, vznikla odtržením dceřiné společnosti GREENTHERM STAV s.r.o. od firmy GREENTHERM HOLDING a.s. a následným přejmenováním. Mezi jejich produkty patří: předávací stanice SYMPATIK, monitorovací a regulační systém WebHeatControl, Software HESCOpro, HESCOnet, HESCOgas a systém ControlIndoorIndividualClimate (CIIC).

## Činnost
Mezi hlavní činnost firmy SYSTHERM patří vývoj, návrh, výroba a servis předávacích stanic a technologických bloků systémů předávání tepla pod obchodním názvem SYMPATIK. Dále vyhotovuje projekty a návrhy zdrojů tepla (předávacích stanic, plynových kotelen, teplovodů a horkovodů) vybavených programy HESCOpro, HESCOgas, HESCOnet.

### Výroba

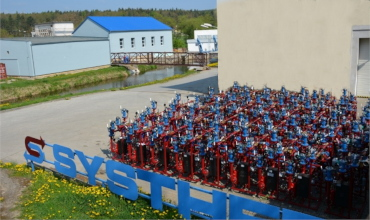
Předávací stanice SYMPATIK®

Výrobky řady SYMPATIK ze 60 % exportuje do zahraničí,[zdroj?] jako subdodavatel společnosti Armatec. SYSTHERM provedl průmyslové instalace například pro firmy OMW, ABB, AVURE TECHNOLOGIE, NOVO NORDISK nebo Alstom.[zdroj?]

### Vývoj

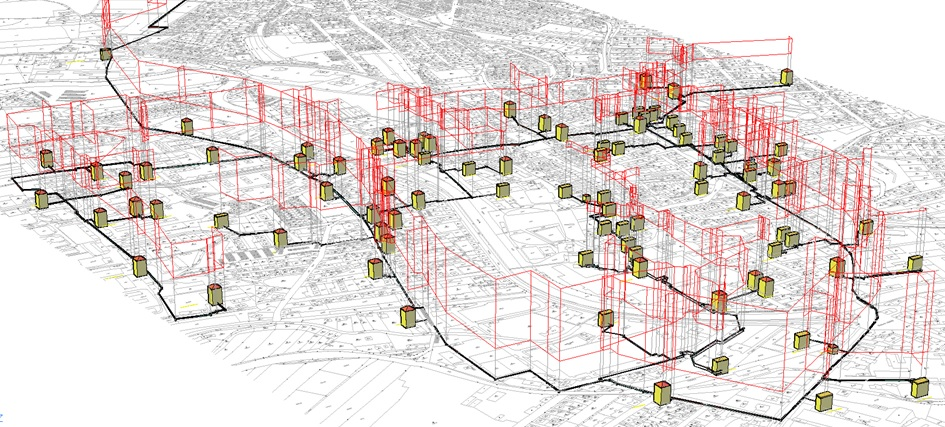
ukázka software HESCOnet

Vývoji podpůrných SW pro návrhy technologií SYMPATIK. Vývoj je nedílnou součástí výrobního procesu. SYSTHERM vyvinul a používá vlastní software, který pod názvem HESCOpro a HESCOgas zapůjčuje svým zahraničním obchodním partnerům k možnosti počátečního návrhu systémů předávání tepla. Dále dodává vlastní řídící systém WebHeatControl.

## Ocenění

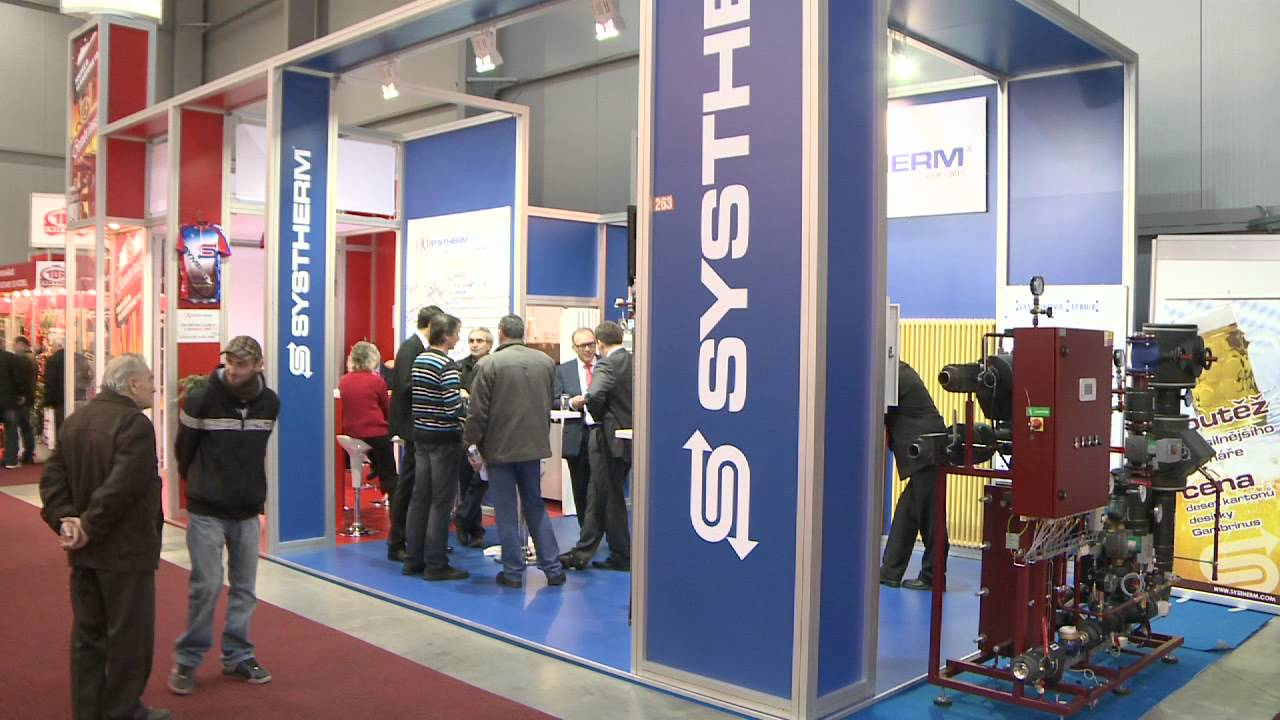
prezentace SYSTHERMu na akci Český energetický a ekologický projekt 2011

- jedna ze dvou Cen Ministerstva průmyslu a obchodu v soutěži Český energetický a ekologický projekt 2011 za „Využití odpadního tepla, Polabské mlékárny a.s.“[3]
- firma roku 2012 v Plzeňském kraji.[4]
- Cena Ministerstva životního prostředí v soutěži Český energetický a ekologický projekt 2015 za „Využití odpadního tepla bioplynové stanice Kladruby u Radnic“[5]
- jednu ze tří cen kategorie A - Projekty, stavby a technologie v soutěži Český energetický a ekologický projekt 2017 za „Modernizaci soustavy CZT ve městě Přeštice“[6]

## Dceřiné společnosti
1. SYSTHERM SK s.r.o., Slovensko, Liptovský Mikuláš, J. Jánošku 3.
2. SYSTHERM RUS LLC, Россия, Mocква, Bаршавское шоссе 132.
3. SYSTHERM UA GmbH, Україна, Київ, a/c 49.